# قانون استفاده از خدمات تخصصی و حرفه‌ای حسابداران ذی‌صلاح به عنوان حسابدار رسمی
قانون استفاده از خدمات تخصصی و حرفه‌ای حسابداران ذی‌صلاح به عنوان حسابدار رسمی اصلی‌ترین قانون حاکم بر حرفه حسابداری عمومی (به انگلیسی: Public Accounting) در ایران است. این قانون مشتمل بر ماده واحده و پنج تبصره در جلسه روز سه‌شنبه ۲۱ دی ۱۳۷۲ مجلس شورای اسلامی تصویب شد و در تاریخ ۲۹ دی ۱۳۷۲ به تأیید شورای نگهبان رسید.

## هدف
هدف از این قانون اعمال نظارت مالی بر واحدهای تولیدی، بازرگانی و خدماتی و هم‌چنین به‌دست‌آمدن اطمینان از اعتمادپذیر بودن صورت‌های‌مالی این واحدها در راستای حفظ منافع عمومی، صاحبان سرمایه و دیگر اشخاص ذی‌حق و ذی‌نفع اعلام شده‌است.

## ایجاد جامعه حسابداران رسمی ایران
طبق تبصره ۲ این قانون جامعه حسابداران رسمی ایران به عنوان اصلی‌ترین انجمن حرفه‌ای حرفه حسابداری عمومی (به انگلیسی: Public Accounting) در ایران رسمیت یافت و فعالیت خود را از نیمه دوم ۱۳۸۰ آغاز کرد.

## مقررات پایین‌دستی
از جمله مقررات پایین‌دستی که پیرو تصویب این قانون و برای اجرای مفاد آن وضع شدند می‌توان به موارد زیر اشاره کرد:
- «اساسنامه جامعه حسابداران رسمی ایران» (مصوب ۲۸ شهریور ۱۳۷۸، هیئت وزیران)[۵]
- «آیین‌نامه تعیین صلاحیت حسابداران رسمی و چگونگی انتخاب آنان» (مصوب ۲۲ مرداد ۱۳۷۴، هیئت وزیران)[۶]
- «آیین‌نامه اجرایی تبصره (۴) ماده واحده قانون استفاده از خدمات تخصصی و حرفه‌ای حسابداران ذی‌صلاح به عنوان حسابدار رسمی»[۷][۸]
- دیگر موارد[۹]